# Edouard-Jean Gilbert
Edouard-Jean Gilbert ( 1888 - 1954 ) fue un botánico, y micólogo francés. En 1916, se graduó en farmacia en la "Escuela de Farmacia de París"; y en 1919 se doctoró con una tesis sobre los hongos del género Amanita.

## Algunas publicaciones
- I libri del micologo. París, 1927-1934. 4 vols. En el segundo volumen "Les Bolets", instituye el orden Boletales separándolo del orden Agaricales y subdividiéndolo en dos subordenes: Boletineae (con esporas lisas) e Strobilomicetineae (con esporas ornamentales)
- Amanitaceae. Milán, 1941. Obra donde esta describe todas las especies del género Amanita; haciendo una contribución significativa a la Iconographia Mycologica de Giacopo Bresadola

### Libros
- Giacomo Bresadola, Edouard-Jean Gilbert, Arturo Ceruti, Carlo Luciano Alessio, Ernesto Rebaudengo. 1981. Iconographia mycologica. Ed. Museo tridentino di scienze naturali, Comitato onoranze bresadoliane. Numerosas eds. 424 pp.
- 1976. Le genre Amanita Persoon (Amanita s.st., Amanitopsis R., Limacella E.): étude morphologique des espèces et variétés, révision critique de la systématique. Volumen 53 de Bibliotheca mycologica. Ed. J. Cramer. 186 pp. ISBN 3768210847
- 1949. Langage de la science. Science et logique. Ed. Biologica. 320 pp.
- 1949. Travail intellectuel, invention. N.º 1 de Biologica; revue internationale des sciences biologiques. Mémoire. Ed. Biologica. 73 pp.

- La abreviatura «E.-J.Gilbert» se emplea para indicar a Edouard-Jean Gilbert como autoridad en la descripción y clasificación científica de los vegetales.[1]